# Sant'Angelo dei Lombardi
Sant'Angelo dei Lombardi é uma comuna italiana da região da Campania, província de Avellino, com cerca de 4.236 habitantes. Estende-se por uma área de 54 km², tendo uma densidade populacional de 78 hab/km². Faz fronteira com Guardia Lombardi, Lioni, Morra De Sanctis, Nusco, Rocca San Felice, Torella dei Lombardi, Villamaina.

## Demografia
| Variação demográfica do município entre 1861 e 2011                               |
|                                                                                   |
| Fonte: Istituto Nazionale di Statistica (ISTAT) - Elaboração gráfica da Wikipedia |